# BBIBP-CorV
BBIBP-CorV est l'un des deux vaccins à virus inactivé contre la COVID-19 conçu par la société chinoise Sinopharm. Il est approuvé par l'OMS depuis le 10 mai 2021 (autorisation d'utilisation d'urgence) et est utilisé dans 60 pays dont la Chine, les Émirats arabes unis, le Maroc, l'Algérie, l'Argentine, le Bahrein, le Pérou, l'Égypte, le Kazakhstan, le Sénégal et le Nigeria.

## Description
BBIBP-CorV repose sur l'emploi de virus inactivés, semblable aux deux autres vaccins : CoronaVac et BBV152,. Cette technologie a fait ses preuves dans le développement d'autres vaccins, tel celui contre la rage. Toutefois, le secret entourant les essais du BBIBP-CorV menés par Sinopharm pourrait limiter la diffusion du vaccin hors des pays n'ayant pas participé aux essais cliniques phase III.

## Essais cliniques
En décembre 2020, il a atteint la phase III des essais cliniques en Argentine, Bahreïn, Égypte, Maroc, Pakistan, Pérou et Émirats arabes unis (EAU), avec plus de 60 000 participants tous pays confondus.
Le 30 décembre 2020, Sinopharm déclare une efficacité de 79 %, ce qui est inférieur au taux de 86 % annoncé par les EAU le 9 décembre. Les EAU s'appuient sur une analyse intermédiaire (en) d'une étude clinique phase III conduite en juillet.
Une étude publiée en décembre 2021 ayant testé l'efficacité de six vaccins face au variant Omicron observe que seuls 3 patients sur 13 ayant reçu deux doses du BBIBP-CorV généraient des anticorps neutralisants contre le variant Omicron.

## Vaccination
En novembre 2020, environ un million de personnes ont reçu ce vaccin à la suite d'une autorisation d'utilisation d'urgence émise par la Chine. En décembre 2020, presque 100 000 personnes des EAU ont aussi reçu le vaccin dans le cadre d'un programme de vaccination volontaire.
Bahreïn et les EAU ont tous deux approuvé le vaccin pour usage général,.
Les EAU ont annoncé vouloir fournir gratuitement le vaccin à tous leurs citoyens et à toute personne y habitant.
Le 2 janvier 2021, les autorités sanitaires de l'Égypte approuvent l'usage du vaccin. Le pays envisage d'acheter 40 millions de doses.
Le 24 février 2021, la Hongrie devient le premier pays de l'Union Européenne à utiliser le vaccin Sinopharm.
Selon le dernier[Quand ?] rapport de l’OMS, après les graves complications survenues chez un certain nombre de patients vaccinés, il est primordial d’éviter toute consommation de médicaments, de substances illicites et de tabagisme les 5 premiers jours après l’injection de la première dose.[réf. nécessaire]